# Bloomington (Kalifornija)
Bloomington je naseljeno područje za statističke svrhe u američkoj saveznoj državi Kalifornija. Prema popisu stanovništva iz 2010. u njemu je živjelo 23,851 stanovnika.